# TAP réseau
 (février 2018).
 (février 2018).
Si vous disposez d'ouvrages ou d'articles de référence ou si vous connaissez des sites web de qualité traitant du thème abordé ici, merci de compléter l'article en donnant les références utiles à sa vérifiabilité et en les liant à la section « Notes et références ».
Un TAP réseau est un dispositif permettant de surveiller un réseau informatique sans le perturber.
Ce périphérique matériel  fournit un moyen d'accéder aux données circulant sur un réseau informatique. Dans de nombreux cas, on peut avoir besoin de surveiller le trafic entre deux points du réseau. Si le réseau entre les points A et B se compose d'un câble physique, un "TAP réseau" peut être la meilleure façon d'effectuer cette surveillance. Le TAP réseau a (au moins) trois ports: un port A, un port B et un port de moniteur. Un tap réseau inséré entre A et B transmet tout le trafic sans obstacle, mais copie également ces mêmes données sur son port de moniteur, ce qui permet à un tiers d'écouter ledit trafic. 

## Fonctionnement

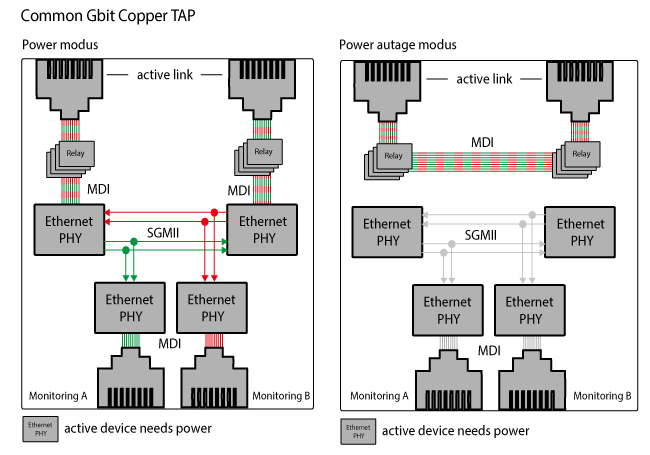
Schéma de fonctionnement d'un TAP sur Gigabit Ethernet

Le principe du TAP réseau est de s'intégrer de manière passive dans un segment du réseau et permettre la duplication du signal réseau (électrique ou optique)  sur des ports additionnels permettant la mise en place de systèmes de mesure ou d'analyse.
Les TAP réseau sont très utiles pour connecter des outils permettant de quantifier le flux de données, d'analyser, d'optimiser et sécuriser le réseau.
Ces appareils sont couramment utilisées pour les systèmes de détection d'intrusion réseau, l'enregistrement VoIP, les sondes réseau, les sondes RMON, les sniffers de paquets et d'autres dispositifs de surveillance et de collecte et les logiciels qui nécessitent l'accès à un segment de réseau. Les Tap réseau sont utilisés dans les applications de sécurité car ils ne sont pas intrusifs, ne sont pas détectables sur le réseau (sans adresse physique ou logique), peuvent traiter des réseaux full-duplex et non partagés et laissent passer généralement le trafic même si l'appareil arrête de fonctionner ou n'est plus alimenté.

## Applications
- Surveillance d'un réseau
- Détection d'intrusions
- Statistiques

## Types

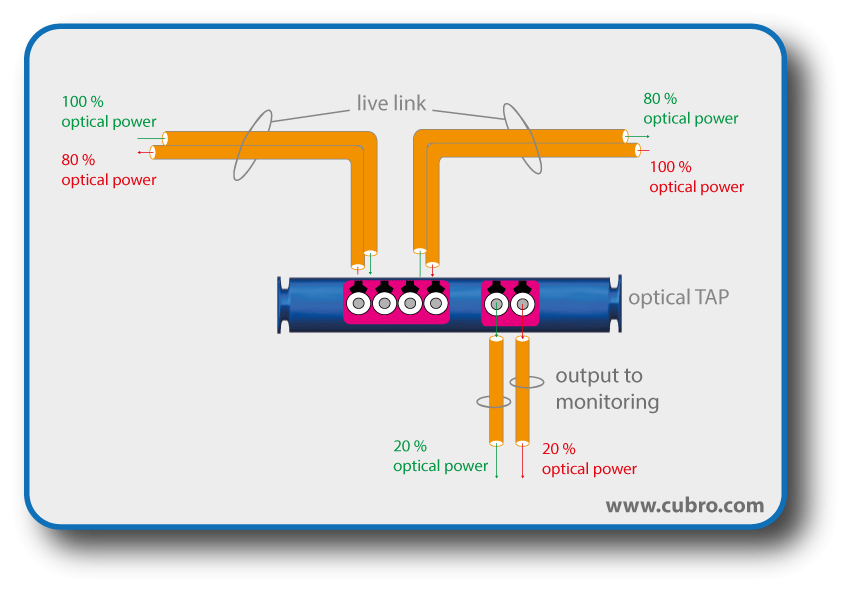
Tap sur fibre optique

Il y a des TAP pour chaque type de réseau : en cuivre (RJ45), en fibre optique. Mais le type de TAP peut varier, certains peuvent dupliquer le signal réseau sur plusieurs sorties (appelés regeneration TAPs) tandis que d'autres font de l'agrégation en rassemblant en un seul flux les données d'un réseau half duplex ou full duplex.

## Avantages et Inconvénients

### Avantages
- Permet de surveiller et de mesurer les 7 couches OSI d'un réseau (visualisation d'erreurs CRC...).
- Ne charge pas un réseau en évitant d'utiliser des ressources supplémentaires (tels qu'un port SPAN sur un switch).
- Une fois installé, permet de brancher et débrancher un analyseur sans couper le réseau.
- Isole l'analyseur du réseau.

### Inconvénients
- Prix très élevé
- Nécessite une agrégation matérielle (coûteuse) ou logicielle (utilisant deux cartes réseau).

### Terminologie
En anglais, ce type d'appareils est appelé network tap, que l'on pourrait traduire par « robinet de réseau » car ils permettent de faire dériver un flux de données en plusieurs points. À rapprocher du verbe de la même famille to tap qui signifie « brancher », « connecter ».
Certains fabricants expliquent le terme "TAP" par un acronyme, par exemple  Test Access Point; cependant, il s'agit plus probablement de rétroacronymie.